# Oostelijke orpheusgrasmus
De oostelijke orpheusgrasmus (Curruca crassirostris synoniem: Sylvia crassirostris) is een zangvogel uit de familie van de grasmussen. De vogel werd in 1850 door Philipp Jakob Cretzschmar als Sylvia crassirostris beschreven, maar later beschouwd als de ondersoort C.  hortensis crassirostris van de orpheusgrasmus. Echter, sinds de eeuwwisseling wordt deze vogelsoort weer als aparte soort beschouwd.

## Kenmerken
Met zijn 15 tot 16 cm behoort ook de oostelijke orpheusgrasmus tot de grootste vogels van zijn familie. Hij verschilt van de westelijke orpheusgrasmus door zijn gezang, waarin strofen voorkomen die lijken op de zang van de nachtegaal. Verder heeft de vogel een duidelijker contrast tussen witte buik en de grijze flanken. 

## Verspreiding en leefgebied
Hij komt in Europa alleen voor tijdens het broedseizoen op de Balkan en verder in Turkije tot in Midden-Azië. Overwinteren doet hij in oostelijk Afrika onder de Sahara, het Arabisch Schiereiland en verder in het westelijk deel van Zuid-Azië.
De soort telt drie ondersoorten:
- C. c. crassirostris: van zuidoostelijk Europa tot noordwestelijk Iran.
- C. c. balchanica: van noordelijk Iran en noordoostelijk Irak tot zuidoostelijk Turkmenistan en zuidoostelijk Iran.
- C. c. jerdoni: van zuidelijk Kazachstan tot Afghanistan en westelijk Pakistan.

## Status
De grootte van de populatie is in 2021 geschat op 291.000-913.000 volwassen vogels. Op de Rode lijst van de IUCN heeft deze soort de status niet bedreigd.